# Jorge Oblitas
Jorge Oblitas Mendizábal (23 de abril de 1831, Oruro-24 de diciembre de 1900, Cochabamba) fue un abogado y político boliviano, hijo de María Dolores de Mendizábal y de Pedro Antonio Oblitas, un exministro de la Corte Suprema de Justicia.

## Biografía
Sus primeros años se vieron marcados por la educación rígida en mentalidad racionalista de su padre. La moral y la filosofía dé su progenitor alimentaba su actitud intelectual por mucho tiempo.
En su colegio de Oruro, recibió educación Moral y teológica, misma que a futuro también tendría repercusión en su pensamiento y accionar. El señor Oblitas se recibió de abogado en la Universidad Mayor, Real y Pontificia de San Francisco Xavier de Chuquisaca en 1855. Universidad predilecta por la clase política boliviana de los siglos XIX y XX.
Dentro de su larga carrera como abogado, el señor Oblitas ejerció en la tareas de Juez de Paz y Juez de Letras en la judicatura de la nación.
Falleció en Cochabamba el 24 de diciembre de 1900.

## Vida política
Fue el primer presidente del Consejo Ejecutivo,tras la creación del mismo en 1865. También ocupó el cargo de ministro de la Corte Suprema de Justicia.
A lo largo de su vida, Oblitas participó de varios gobiernos, llegando a ser diputado y senador por Oruro en más de una ocasión. También llegó a ser Vocal del Tribunal de Partido de Oruro y Ministro de la Corte Superior de La Paz durante el gobierno de José María Achá.
También desempeñó funciones regionales como Prefecto del Chuquisaca, Prefecto del departamento de Oruro y Comandante general también de este último departamento.
Durante el gobierno de Hilarión Daza ocupó el Ministerio de Gobierno y Relaciones Exteriores. Posteriormente, durante el gobierno de Melgarejo, fue ministro de justicia y posteriormente ministro de cartera de hacienda.
En 1870 fue designado a Chile como ministro plenipotenciario de Bolivia.
Fue elegido Segundo Vicepresidente de Bolivia para la gestión 1884-1888 de Gregorio Pacheco, a la par que cumpliría funciones de ministro de relaciones exteriores, por segunda vez, mediante el decreto del 4 de septiembre de 1884.